# Skansen (naturreservat)
Skansen är ett kommunalt naturreservat i Simrishamns kommun i Skåne län.
Området är naturskyddat sedan 2008 och är 17 hektar stort. Reservatet ligger mellan bebyggelsen i Simrishamn och havet. Det består av  gamla naturbetesmarker.